# Włodzimierz Kenig
Włodzimierz Kenig (ur. 1 kwietnia 1883 w Suwałkach, zm. 4 maja 1929 w Pułtusku) – polski skrzypek, dyrygent, kompozytor i prawnik; syn Józefa Keniga.

## Życiorys
Studiował w Instytucie Muzycznym w Warszawie u Stanisława Barcewicza (skrzypce), Zygmunta Noskowskiego (teoria), studiował też prawo na Uniwersytecie. Następnie studiował w Monachium dyrygenturę  u Hansa Bussmeyera i kompozycję u Friedricha Klosego. Po dyplomie ubiegał się w 1909 o stanowisko dyrektora artystycznego Towarzystwa Muzycznego w Krakowie, które ostatecznie uzyskał w 1914.
Od 1910 występował w kraju i za granicą jako dyrygent i skrzypek-solista. W sezonie koncertowym 1915/1916 był pierwszym dyrygentem Filharmonii Warszawskiej. W sezonie 1926/1927 dyrygował w Stanach Zjednoczonych.
Napisał 3 symfonie, 2 poematy symfoniczne (Epizod, Kazimierz Wielki), utwory na skrzypce, wiolonczelę oraz szereg pieśni, m.in. do słów Kazimierza Przerwy-Tetmajera i Lucjana Rydla.